# Военный крест «За гражданские заслуги»
Военный крест за гражданские заслуги (нем. Kriegskreuz für Zivilverdienste) — гражданская награда Австро-Венгрии.

## История
Основана 16 августа 1915 года австрийским императором Францем Иосифом I, она поощряла гражданскую службу во время Первой мировой войны. Крест также мог быть вручен военным офицерам за их вклад в войну, если они не принимали непосредственного участия в боевых действиях.

## Описание награды
«Военный крест за гражданские заслуги» имеет форму креста, высотой шириной по 55 мм. Лавровый венок окружает центральный медальон, проходя под горизонтальными частями креста и перед вертикальными. Кресты первого и второго классов позолочены, третий класс — посеребрён, а четвёртый класс оформлен бронзовым цветом.
Награды с первого по третий классы имели белую эмаль крыльях креста. В центре медальона изображена монограмма FJI (Франц Иосиф Император), вокруг надпись «Merito Civili tempore belli MCMXV» (гражданские заслуги во время войны 1915 года). Крест носили непосредственно на мундире или гражданской одежде.

## Особенности
Только однажды награда первого класса была украшена бриллиантами. Этот крест вручили послу Кайетану Мерей по случаю удачного завершения мирных переговоров в Брест-Литовске.